# Carl Anders Christiansen
Carl Anders Christiansen  alias Plys (7. marts 1918 i København – 30. april 1945 på Frederiksberg) var en dansk chauffør og modstandsmand.
Carl Anders Christiansen var under besættelsen aktiv med sabotage for den danske modstandsbevægelse, hvilket gjorde at han blev tvungen til, at gå under jorden i begyndelsen af 1945. Han deltog 29. april 1945 i en af BOPA organiserede sabotageaktioner i Tårbæk, men ved eksplosionen og den efterfølgende brandudvikling blev han skadet så alvorligt, at han døde på det tyske lazaret på Nyelandsvej på Frederiksberg den efterfølgende nat. Hans lig blev senere fundet begravet i Ryvangen, men blev efter familiens ønske ført til Bispebjerg Kirkegård og begravet der 27. maj 1945.
På Kildevældskolen, tidligere Vognmandsmarken Skole og Bryggervangen Skole, på Østerbro findes to mindetavler for tidligere elever som satte livet til under modstandskampen, Carl Anders Christiansen findes med på Bryggervangen tavlen.. Han findes også blandt de navnene på 91 personer ved den store mindeplade, midt i det store gravfelt i Mindelunden i Ryvangen.